# Flashbacks of a Fool
Flashbacks of a Fool (br: Reflexos da Inocência) é um filme britânico de 2008 estrelado por Daniel Craig

## Sinopse
Joe Scot é um astro de cinema em crise, que vive uma vida sem regras a base de excessos como alcool, drogas e sexo. A notícia repentina da morte de seu melhor amigo de infância leva o ator, perdido em sua realidade, voltar a um passado que lhe incomoda, devido a algumas passagens vividas durante a adolescência agitada e cheia de loucuras para a época. Amores perdidos e proibidos além de decisões tomadas repentinamente tornam difícil a volta para a cidade natal. Agora será necessário enfrentar uma realidade que o colocará frente a frente o passado jamais esquecido e um presente com caminhos tão errados quanto os tomados quando jovem. 

## Elenco
- Daniel Craig   -    Joe Scott
- Harry Eden   -     Joe Scott jovem
- Eve    -   Ophelia Franklin
- Miriam Karlin    -  Sra. Rogers
- Jodhi May  -    Evelyn Adams
- Helen McCrory    -  Peggy Tickell
- Olivia Williams  -   Grace Scott
- Felicity Jones  -     Ruth Davies jovem
- Keeley Hawes  -    Jesse Scott
- Sid Mitchell  -   Chillo
- Alfie Allen  -  Kevin Hubble
- Claire Forlani    -  Ruth Davies
- Mark Strong  -   Mannie Miesel
- James D'Arcy   -    Jack Adams
- Emilia Fox   -   Irmã Jean